# Liste der Fahnenträger der guyanischen Mannschaften bei Olympischen Spielen
Die Liste der Fahnenträger der guyanischen Mannschaften bei Olympischen Spielen listet chronologisch alle Fahnenträger guyanischer Mannschaften bei den Eröffnungsfeiern Olympischer Spiele auf.

## Liste der Fahnenträger
| Mannschaft             | Veranstaltung | Fahnenträger (EF)           | Fahnenträger (AF) |
| ---------------------- | ------------- | --------------------------- | ----------------- |
| 1948 in London         | Sommerspiele  |                             |                   |
| 1952 in Helsinki       | Sommerspiele  |                             |                   |
| 1956 in Melbourne      | Sommerspiele  |                             |                   |
| 1960 in Rom            | Sommerspiele  |                             |                   |
| 1964 in Tokio          | Sommerspiele  | Joe Allí-Shaw (Offizieller) |                   |
| 1968 in Mexiko-Stadt   | Sommerspiele  |                             |                   |
| 1972 in München        | Sommerspiele  | Gordon Sankis (Offizieller) |                   |
| 1980 in Moskau         | Sommerspiele  |                             |                   |
| 1984 in Los Angeles    | Sommerspiele  | Earl Haley                  |                   |
| 1988 in Seoul          | Sommerspiele  | Alfred Thomas               |                   |
| 1992 in Barcelona      | Sommerspiele  |                             |                   |
| 1996 in Atlanta        | Sommerspiele  | John Douglas                |                   |
| 2000 in Sydney         | Sommerspiele  | Aliann Pompey               |                   |
| 2004 in Athen          | Sommerspiele  | Aliann Pompey               | Marian Burnett    |
| 2008 in Peking         | Sommerspiele  | Niall Roberts               | Aliann Pompey     |
| 2012 in London         | Sommerspiele  | Winston George              | Aliann Pompey     |
| 2016 in Rio de Janeiro | Sommerspiele  | Hannibal Gaskin             | Troy Doris        |
| 2020 in Tokio          | Sommerspiele  | Chelsea Edghill             | Emanuel Archibald |
| 2020 in Tokio          | Sommerspiele  | Andrew Fowler               | Emanuel Archibald |
| 2024 in Paris          | Sommerspiele  | Chelsea Edghill             | Aliyah Abrams     |
| 2024 in Paris          | Sommerspiele  | Emanuel Archibald           | Emanuel Archibald |

Anmerkung: (EF) = Eröffnungsfeier, (AF) = Abschlussfeier

## Statistik
| Rang    | Sportart       | EF | AF | ∑  |
| ------- | -------------- | -- | -- | -- |
| 1       | Leichtathletik | 5  | 7  | 12 |
| 2       | Schwimmen      | 3  | 0  | 3  |
| 3       | Boxen          | 2  | 0  | 2  |
| 3       | Tischtennis    | 2  | 0  | 2  |
| 3       | Offizieller    | 2  | 0  | 2  |
| Gesamt: | Gesamt:        | 14 | 7  | 21 |

| Rang                   | Sportart | EF | AF | ∑ |
| ---------------------- | -------- | -- | -- | - |
| bisher keine Teilnahme |          |    |    |   |
| Gesamt:                | Gesamt:  | 0  | 0  | 0 |

| Rang    | Sportart       | EF | AF | ∑  |
| ------- | -------------- | -- | -- | -- |
| 1       | Leichtathletik | 5  | 7  | 12 |
| 2       | Schwimmen      | 3  | 0  | 3  |
| 3       | Boxen          | 2  | 0  | 2  |
| 3       | Tischtennis    | 2  | 0  | 2  |
| 3       | Offizieller    | 2  | 0  | 2  |
| Gesamt: | Gesamt:        | 14 | 7  | 21 |